# Edifici al passeig Marítim, 18 (Sant Vicenç de Montalt)
L'Edifici al passeig Marítim, 18 és una obra noucentista de Sant Vicenç de Montalt (Maresme) inclosa a l'Inventari del Patrimoni Arquitectònic de Catalunya.

## Descripció
Edifici noucentista del primer quart del segle xx. De planta baixa i dos pisos, amb una torre elevada i un porxo a la planta baixa, a l'entrada. Galeria amb barana de pedra. Coberta a diferents nivells, a quatre vents, igual que la torre. Presenta un petit ràfec que l'envolta, i un jardí gran.
El coronament de la façana està fet de pedra, amb gerros decoratius també de pedra.